# Umweltproblem
Umweltprobleme sind vom Menschen verursachte Veränderungen in der natürlichen Umwelt bzw. im Ökosystem der Erde, die vom Menschen negativ bewertet werden. Unter Umweltproblemen versteht man solche Probleme, die sich aus der Wechselwirkung des Menschen mit seiner natürlichen Umwelt ergeben. Umweltveränderungen werden durch die negative Bewertung und die Interpretation eines Umweltschadens als Folge menschlichen Handelns erst zu Umweltproblemen. Darüber hinaus gibt es auch natürliche Umweltveränderungen, wie Vulkanausbrüche und ihre Folgen.

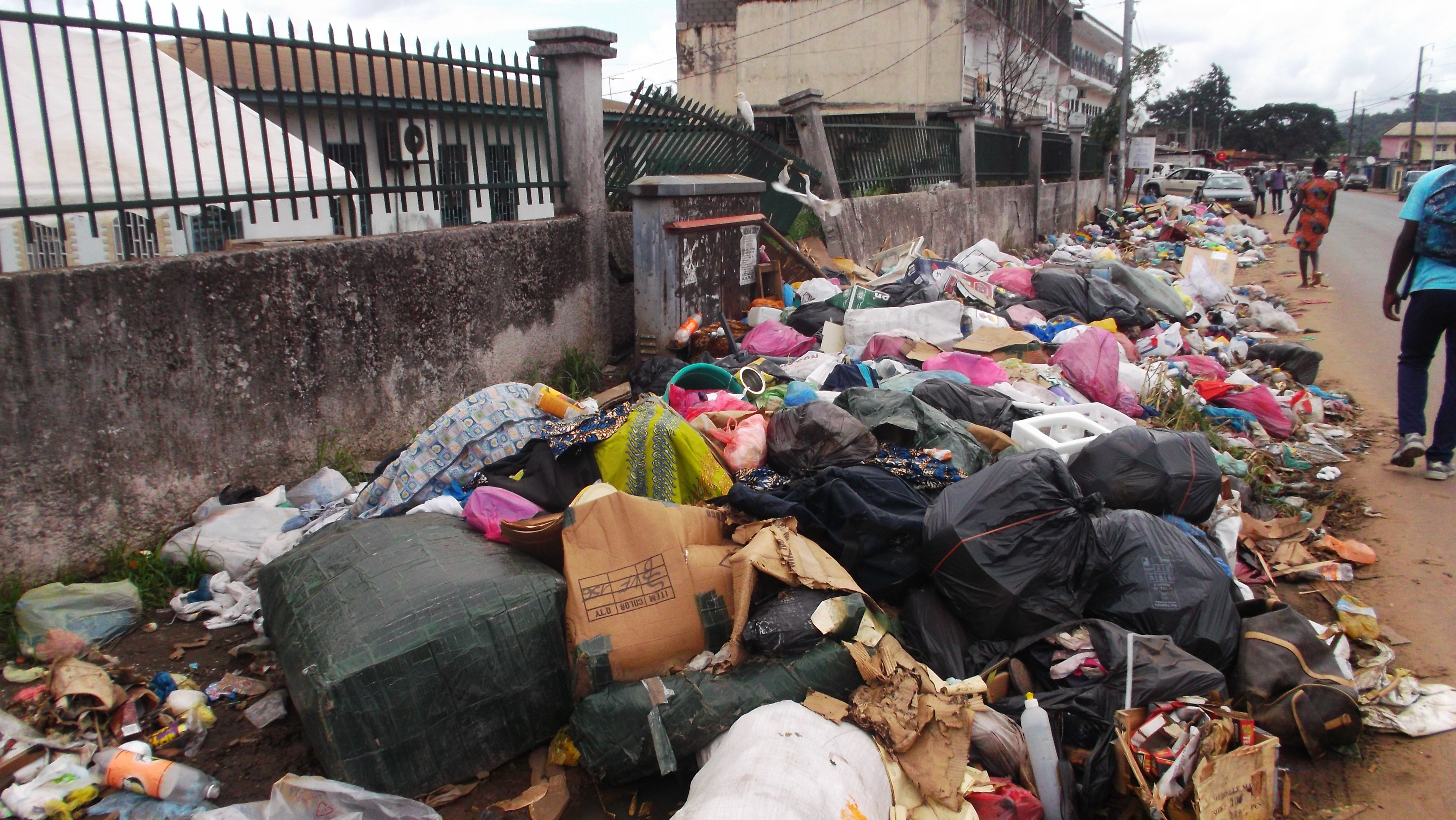
Müllproblem in Libreville, der Hauptstadt des Gabun, wo ein unzureichendes Abfallmanagement etabliert ist (2013)

## Ursachen
Vom Menschen verursachte Umweltprobleme können durch die Nutzung von natürlichen Ressourcen, die Besiedlung neuer Gebiete sowie als Nebenprodukt der Nutzung von Technologien entstehen. Sie sind somit als Nebenfolgen des Modernisierungsprozesses zu verstehen. Aufgrund eines mangelnden Verständnisses der Wechselwirkungen des menschlichen Handelns mit der Umwelt oder einer Priorisierung des Fortschritts oder Wohlstandes gegenüber einem dauerhaft intakten Ökosystem bewirkt der Mensch bewusst oder unbewusst eine Veränderung des ökologischen Gleichgewichts. Neben dem technologischen Fortschritt, welcher sowohl qualitativ als auch quantitativ zunehmend einen stärkeren Einfluss auf den Naturhaushalt der Erde hat, wird auch das deutliche Bevölkerungswachstum der letzten Jahrhunderte als eine Ursache für zunehmende Umweltprobleme gesehen.

## Geschichte
Menschen beeinflussen durch ihre Existenz unvermeidbar ihre Umwelt. Vor der industriellen Revolution waren diese Umwelteinflüsse und ihre Folgen lokal beschränkt oder in ihrer kumulativen Wirkung vernachlässigbar für die natürlichen Systeme und Kreisläufe. Erst durch die qualitativ höhere Eingriffstiefe in natürliche Prozesse (z. B. Einführung neuer Arten), die steigenden Stoffumsätze (z. B. Rohstoffabbau) und die Übernutzung von Quellen (nichterneuerbarer Rohstoff) und Senken (Meere als Aufnahmemedium) sind durch die Industrialisierung Umweltprobleme verstärkt worden und nicht mehr lokal eingrenzbar.
Im 19. Jahrhundert (Zeit der Industrialisierung und Entwicklung der rationellen Landwirtschaft) stieg die Ressourcennutzung in weiten Teilen der Erde an, die Chemie-Industrie erfuhr einen gewaltigen Aufschwung und durch die Intensivierung der Landwirtschaft kommt es zu einer Umwandlung ganzer Landschaften. Gleichzeitig führten Industrialisierung und Fortschritt in Wissenschaft und Gesellschaft auch erst zu einer verstärkten Wahrnehmung und Beachtung von Umweltproblemen.
Im Zeitalter der Globalisierung sind besonders die globalen Umweltprobleme (globale Erwärmung, Biodiversitätsverlust) in das Zentrum der Aufmerksamkeit gerückt und bedürfen einer abgestimmten Bearbeitung. Bei den meisten Umweltveränderungen wird die Fünfzig-Prozent-Marke (50 % der heute bestehenden Schäden) erst in der zweiten Hälfte des 20. Jahrhunderts erreicht. Das weist auf eine gewaltige und bedrohliche Beschleunigung der Umweltveränderungen hin. Die damit zusammenhängende Problematik des exponentiellen Wachstums wird von Autoren wie Dennis Meadows thematisiert.

## Komplexität und Unsicherheit
Umweltprobleme gelten allgemein als komplex, denn sie werden durch eine Vielzahl von Prozessen und Wechselwirkungen bestimmt. Veränderungsprozesse laufen langfristig und in kleinen Schritten ab und es kann zu Überlagerungen kommen, so dass die Folgen von anthropogenen Veränderungen räumlich und zeitlich verschoben auftreten, erst in der Kombination negativ wirken oder sich erst in anderen Systemen oder Organismen zeigen (Flächenverbrauch und Landschaftszerschneidung führen langfristig zum Verschwinden von Tier- und Pflanzenarten, Bodenerosion). Es ist somit schwierig langfristige Auswirkungen auf Mensch und Umwelt abzuschätzen.
Unsicherheit ist ein Kernphänomen von Umweltproblemen. Das relevante Wissen ist oft ungeordnet und unvollständig. Zur Erklärung reichen oft rein naturwissenschaftliche Betrachtungen nicht aus. Neben sozialwissenschaftlicher Forschung ist auch das Wissen von Praxisakteuren notwendig, um Wirkungszusammenhänge zu verstehen und Lösungswege zu finden. Die Problematik des Umgangs mit Unsicherheit zeigt sich besonders beim Klimawandel und dem Umgang mit den Folgen der globalen Erwärmung.

## Forschung zu Umweltproblemen
Das Syndromkonzept geht davon aus, dass sich bei Umweltproblemen und den zugrunde liegenden Wechselwirkungen zwischen Zivilisation und Umwelt auch in verschiedenen Regionen häufig typische Mustern finden lassen. Diese funktionalen Muster (Syndrome) sind unerwünschte charakteristische Entwicklungstrends und Wechselwirkungen und können als Krankheitsbilder des globalen Wandels bezeichnet werden. Der Wissenschaftliche Beirat der Bundesregierung Globale Umweltveränderungen (WBGU) geht davon aus, dass sich die komplexe globale Umwelt- und Entwicklungsproblematiken auf eine überschaubare Anzahl von Umweltdegradationsmustern zurückführen lassen.

## Die Wahrnehmung von und der Umgang mit solchen Problemen
Ein komplexes Gefüge aus ökonomischen Mechanismen, ethischen Motivationen, kulturellen Konventionen, gesellschaftlichen Anreizen, internationaler Koordination, nationalen Zweckstrukturen, internationalen Organisationen, technologischen Mitteln, Wettbewerb zwischen Gruppen, Kommunikation und vielem mehr wurde während der Entstehung und dem Bestehen der globalen menschlichen Zivilisation entworfen und ist entstanden, das darauf abzielt oder effektiv dazu dienen könnte, dass solche Probleme gelöst werden.

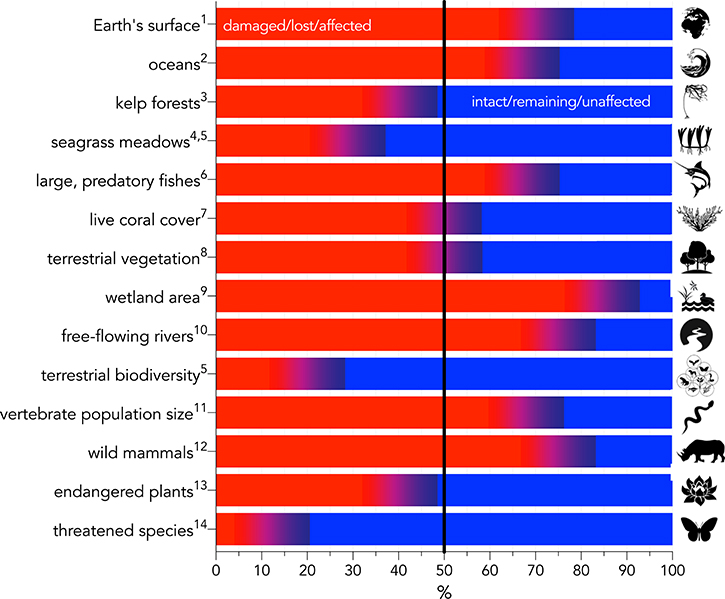
Eine vorläufige Zusammenfassung einiger Umweltänderungs-Kategorien als prozentuale Änderung relativ zum Baseline der entsprechenden Daten

2021 veröffentlicht eine Gruppe aus 17 hochrangigen Ökologen einen 'Perspektiven'-Beitrag, der Forschungen und Daten überprüft, die darauf hindeuten, dass die Umweltbedingungen „weitaus gefährlicher werden, als derzeit angenommen“. Sie mahnen, dass ein „Optimismus-Bias“ weit verbreitet ist und deduzieren, dass grundlegender Wandel erforderlich ist. Das weitgehend statische Dokument der kleinen Gruppe, das von einer wissenschaftlichen Fachzeitschrift veröffentlicht wurde, listet einige solcher Veränderungen in Form kurzer, vager Beschreibungen auf.

## Beispiele aktueller Umweltprobleme
Umweltprobleme in Folge von Abfällen und Emissionen:
- Müll-Probleme: Vermüllung der Landschaft, Flächenverbrauch durch Deponien,
  - Infolgedessen: austretende giftige Flüssigkeiten und Gase, Grundwassergefährdung, Strahlung usw.
- Bodenverschmutzung
- Luftverschmutzung, Smog
  - Infolgedessen: saurer Regen, Ozonloch, Treibhauseffekt, globale Erwärmung
- Gewässerverschmutzung
- Lärm

Umweltprobleme in Folge von Ressourcenverbrauch und -beschaffung
(Brenn- und Rohstoffbeschaffung, Schaffung von Bauland oder Ackerfläche, Jagd, Ackerbau etc.):
- Wassermangel,
- Bodenerosion,
- Bodenversiegelung,
- Biodiversitätsverlust,
- Artensterben,
- Rodung von Regenwäldern
- Zerstörung von Landschaft und Lebensräumen durch Bergbau / Tagebau
- Verbrauch der Ressource Sand

Komplexe Umweltprobleme:
- Waldsterben
- Umweltkatastrophen
- umweltbedingter Welthunger
- Ressourcenfluch